# Станиславль
Станиславль — деревня в Новомосковском административном округе Москвы (до 1 июля 2012 года была в составе Ленинского района Московской области). Входит в состав поселения Десёновское.

## Население
| 1859 | 1890 | 1899 | 1926 | 2002 | 2006 | 2010 |
| ---- | ---- | ---- | ---- | ---- | ---- | ---- |
| 83   | ↗91  | ↗349 | ↘345 | ↘36  | ↘16  | ↗39  |

Согласно Всероссийской переписи, в 2002 году в деревне проживало 36 человек (12 мужчин и 24 женщины). По данным на 2005 год в деревне проживало 16 человек.

## География
Деревня Станиславль находится в южной части Новомосковского административного округа, у границы с Троицким административным округом, примерно в 30 км к юго-западу от центра города Москвы и 8 км к югу от центра города Московский, на правом берегу реки Десны.
В 1 км юго-восточнее деревни проходит Калужское шоссе А130, в 9 км к северо-западу — Киевское шоссе М3, в 15 км к югу — Московское малое кольцо А107, в 12 км к северо-востоку — Московская кольцевая автодорога, в 13 км к востоку — линия Курского направления Московской железной дороги. Ближайшие населённые пункты — деревни Десна и Тупиково.

## История
Название деревни, предположительно, произошло от некалендарного личного имени Станислав.
Село Станиславль упоминается в писцовых книгах Сосенского стана Московского уезда 1627—1628 гг.:

вотчина Чудова монастыря село Станиславль, на рѣчкѣ на Деснѣ, по обѣ стороны врага, въ селѣ церковь Соборъ Архистратига Михаила, да предѣлъ Соборъ Пресвятыя Богородицы каменная…— Исторические материалы о церквах и сёлах XVI—XVIII ст.
В 1646 году в селе числилось 18 крестьянских и бобыльских дворов и двор нищего; в 1678 году — 9 дворов крестьян и бобылей, а также мельничный двор и двор нищего; в 1702 году — 14 дворов, в которых проживало 62 человека.

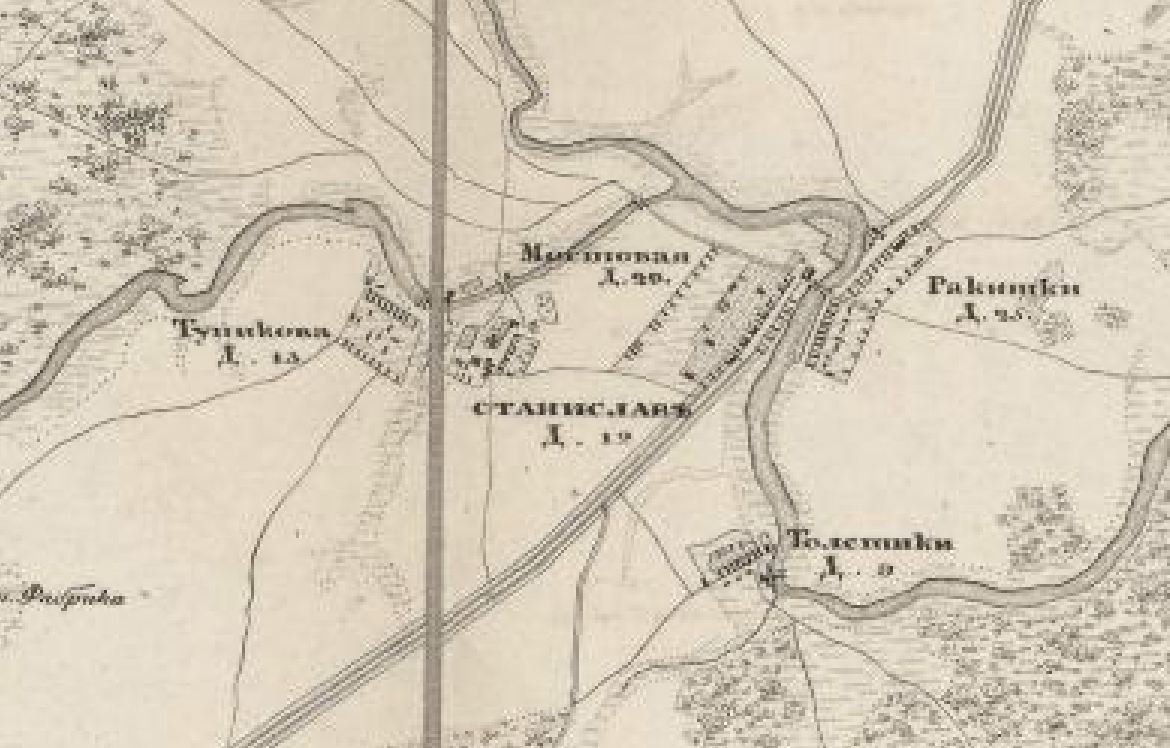
Станиславль на Топографической карте окрестностей Москвы (1848 год)

В «Списке населённых мест» 1862 года — казённое село 1-го стана Подольского уезда Московской губернии по правую сторону старокалужского тракта, в 15 верстах от уездного города и 20 верстах от становой квартиры, при реке Десне и колодцах, с 12 дворами, православной церковью и 83 жителями (34 мужчины, 49 женщин).
По данным на 1899 год — село Десенской волости Подольского уезда с 349 жителями, была земская школа.
В 1913 году в селе Станиславль вместе с соседней деревней Тупиково было 56 дворов, имелось земское училище.
По материалам Всесоюзной переписи населения 1926 года — центр Станиславльского сельсовета Десенской волости Подольского уезда в 5,3 км от Калужского шоссе и 10,7 км от станции Кокошкинская Киево-Воронежской железной дороги, проживало 345 жителей (147 мужчин, 198 женщин), насчитывалось 67 крестьянских хозяйств, имелась школа.
С 1929 по 2012 гг. — населённый пункт Московской области в составе Красно-Пахорского района (1929—1946); Калининского района (1946—1957); Ленинского района (1957—1960, 1965—2012); Подольского района (1960—1963); Ленинского укрупнённого сельского района (1963—1965).
С 2012 года — в составе города Москвы.

## Достопримечательности
Церковь Архангела Михаила в Станиславле была построена в 1696 году. Церковь действующая.